# Martham
Martham är en ort och civil parish i Storbritannien.   Den ligger i grevskapet Norfolk och riksdelen England, i den sydöstra delen av landet, 180 km nordost om huvudstaden London. Martham ligger 8 meter över havet och antalet invånare är 3 089.
Terrängen runt Martham är mycket platt. Havet är nära Martham åt nordost. Runt Martham är det tätbefolkat, med 493 invånare per kvadratkilometer. Närmaste större samhälle är Great Yarmouth, 12,4 km sydost om Martham. Trakten runt Martham består till största delen av jordbruksmark.